# 米努辛斯克盆地
米努辛斯克盆地位於俄羅斯克拉斯諾亞爾斯克邊疆區哈卡斯共和國的西伯利亞南部，西面是庫茲涅茨克山，東臨薩彥嶺，海拔高度200至700米。這地區除了葉尼塞河流經外，還有不少鹹水湖，主要城鎮有米努辛斯克和阿巴坎。此地出土有阿凡納謝沃文化。